# 佩列亞斯拉夫條約

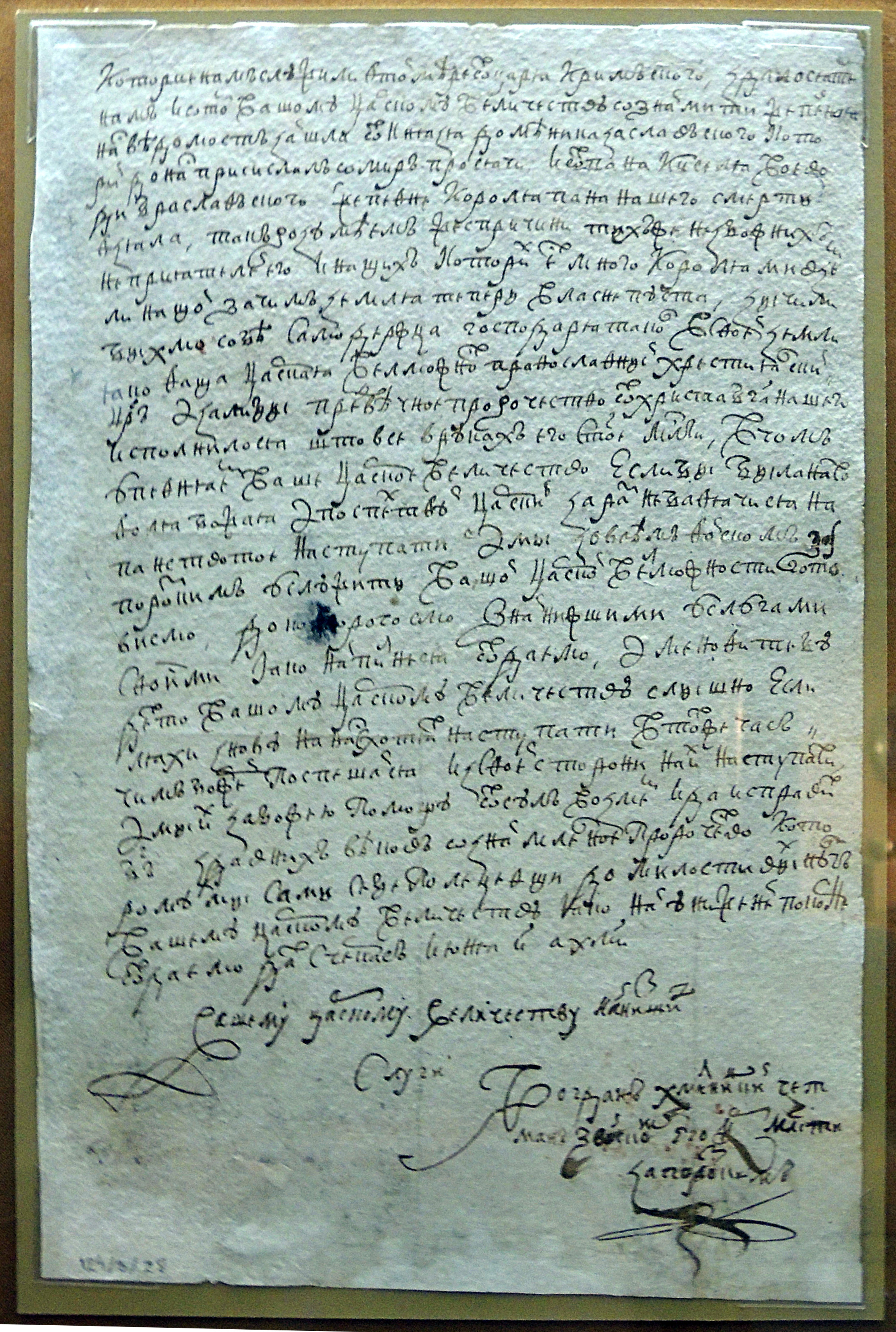
蓋特曼博格丹·赫梅利尼茨基和沙皇阿列克謝·米哈伊洛維奇的信戰勝波蘭軍隊的消息，1648年6月8日。

《佩列亚斯拉夫条约》（羅馬化：Pereyaslavskaya rada；烏克蘭語：，羅馬化：Pereiaskavska rada，是1654年4月由俄羅斯沙皇國與哥薩克酋長國（被认为是早期烏克蘭國家）在佩列亚斯拉夫（位于今乌克兰）簽訂的条约。条约确定了俄罗斯对乌克兰哥萨克的保护关系。

## 历史背景
乌克兰地区曾經是基輔羅斯的核心領土。基輔羅斯在被蒙古滅國後分裂成幾個部份：東北部羅斯演化为以诺夫哥罗德共和国和弗拉基米尔-苏兹达尔大公国为主群雄割据的场面，后者的继承国莫斯科公國后来灭亡了前者、建立了统一的俄罗斯国家；西南部的加利西亚、沃里尼亚地区成为独立王国，但被波蘭王国併吞，西部的波洛茨克、斯摩棱斯克、基辅{等地则被立陶宛大公国占领，波兰和立陶宛后来组合成波兰立陶宛联邦，成为俄罗斯国家和乌克兰哥萨克的劲敌；南部地區被蒙古人占据并建立了金帐汗国，后来又分裂成如克里米亚汗国、大帐汗国、阿斯特拉罕汗国等国家，阿斯特拉罕、大仗为俄罗斯所吞并，而克里米亚成为鄂圖曼土耳其的勢力范围。
在17世紀赫梅爾尼茨基起義後，烏克蘭中部，扎波罗热等地的蓋特曼政權以及哥薩克人拒絕接受波蘭貴族的控制。波蘭強迫西烏克蘭改信天主教，使东正教居多的烏克蘭哥萨克經常與波蘭聯邦發生衝突；克里米亚成为伊斯兰强国奥斯曼帝国的势力范围后，南部也时常陷入战火之中。烏克蘭中部的蓋特曼政權见到如此形式，便开始寻求加入文化相近的东正教俄羅斯。

## 簽訂
莫斯科國使團來到會場後，哥薩克軍蓋特曼波格丹·赫梅利尼茨基當眾發表講話：「與敵人和壓迫者浴血奮戰近六年的烏克蘭不能再沒有一位統治者，而可供選擇的有四位君主：土耳其蘇丹、克里木汗、波蘭國王和莫斯科國沙皇。接著他曆數了前三者給烏克蘭帶來的災難，強調指出，惟有在信奉東正教的俄國沙皇那裡可以找到最令人放心的庇護和棲身之處。並說，如果誰不願意跟他走這條路，去留自便。」

## 俄烏分裂與合併歷史
蒙古征服俄羅斯後以東斯拉夫人為主體的古基輔羅斯滅亡，兩國共同的歷史開始出現分歧。
基輔羅斯分裂成3個部份尚未被蒙古征服的西北部份羅斯是加利西亞－沃里尼亞王國成為白俄羅斯和西烏克蘭的一部份，東北部基輔羅斯成為殘餘的弗拉基米尔-苏兹达尔大公国及繼承國莫斯科大公國，東南部烏克蘭和俄羅斯依據被蒙古征服時間的不同分裂成東南烏克蘭和俄羅斯，以及波蘭立陶宛聯邦的軍事干預往後基輔羅斯分裂成大俄羅斯、小俄羅斯、白俄羅斯三個國家。伊凡雷帝時期，莫斯科公國從一個小公國逐漸統一了古基輔羅斯分裂的的領土，此時蒙古金帳汗國因為內部的分裂和爭奪大汗王位而分裂成許多小國家如喀山汗國，阿斯特拉罕汗國和克里米亞汗國，俄羅斯驅逐了蒙古金帳汗國在東歐和中亞的勢力，成為一個強大的東斯拉夫人國家此時距離基輔羅斯滅亡250年東斯拉夫人脫離蒙古統治；而西烏克蘭卻被立陶宛大公國併吞，隨後又成為波蘭立陶宛聯邦的一員。烏克蘭中部的哥薩克人和哥薩克酋長國拒絕接受波蘭貴族的控制，因波蘭強迫西烏克蘭改信天主教，經常與波蘭聯邦發生衝突，西部烏克蘭的利沃夫成為小波蘭的一部份，中部烏克蘭要求改為加入文化相同的俄羅斯基督教東正教派。

## 后续影响
1954年，苏联领导人赫鲁晓夫为纪念此条约300周年，将克里米亚从俄罗斯轉交乌克兰，为后来俄罗斯与乌克兰冲突埋下伏笔。